# شیهونگ
شهر شی‌هونگ (به کره‌ای: 시흥) (به انگلیسی: Siheung) با جمعیت  ۳۸۹٫۶۳۸  نفر در ایالت  گیونگی-دو در کشور کره‌جنوبی واقع شده‌است.